# Unité urbaine de Saint-Macaire
L'unité urbaine de Saint-Macaire est une unité urbaine française centrée sur les communes de Saint-Macaire, Saint-Maixant, Saint-Pierre-d'Aurillac et Caudrot dans le  département de la Gironde.

## Données globales
En 2010, selon l'Insee, l'unité urbaine de Saint-Macaire est composée de trois communes, toutes situées dans l'arrondissement de Langon, subdivision administrative du département de la Gironde.
Lors de la redéfinition des périmètres des unités urbaines de 2020, l'unité urbaine de Saint-Macaire a intégré les communes de Casseuil, Caudrot, Le Pian-sur-Garonne, Saint-Martin-de-Sescas et Saint-Pierre-d'Aurillac, portant ainsi son nombre de communes à huit.

## Délimitation de l'unité urbaine de 2020
Liste des communes appartenant à l'unité urbaine de Saint-Macaire selon la nouvelle délimitation de 2020 et sa population municipale.
| Nom                     | Code Insee | Statut | Superficie (km2) | Population (dernière pop. légale) | Densité (hab./km2) |
| ----------------------- | ---------- | ------ | ---------------- | --------------------------------- | ------------------ |
| Casseuil                | 33102      |        | 6,34             | 369 (2022)                        | 58                 |
| Caudrot                 | 33111      |        | 6,12             | 1 096 (2022)                      | 179                |
| Le Pian-sur-Garonne     | 33323      |        | 6,35             | 967 (2022)                        | 152                |
| Saint-Macaire           | 33435      |        | 1,79             | 2 000 (2022)                      | 1 117              |
| Saint-Maixant           | 33438      |        | 7,68             | 2 046 (2022)                      | 266                |
| Saint-Martin-de-Sescas  | 33444      |        | 8,19             | 563 (2022)                        | 69                 |
| Saint-Pierre-d'Aurillac | 33463      |        | 6,52             | 1 277 (2022)                      | 196                |
| Verdelais               | 33543      |        | 4,75             | 1 042 (2022)                      | 219                |

## Évolution démographique
L'évolution démographique ci-dessous concerne l'unité urbaine de Saint-Macaire délimitée selon le périmètre de 2020.
| 1968  | 1975  | 1982  | 1990  | 1999  | 2009  | 2014  | 2017  | 2018  |
| ----- | ----- | ----- | ----- | ----- | ----- | ----- | ----- | ----- |
| 6 416 | 6 590 | 6 963 | 7 209 | 7 155 | 8 446 | 9 278 | 9 366 | 9 356 |

| 2022  | - | - | - | - | - | - | - | - |
| ----- | - | - | - | - | - | - | - | - |
| 9 360 | - | - | - | - | - | - | - | - |

### Articles externes
- L'unité urbaine de Saint-Macaire sur le splaf Gironde
- Composition communale de l'unité urbaine de Saint-Macaire selon le zonage de 2010
- Composition communale de l'unité urbaine de Saint-Macaire selon le nouveau zonage de 2020